# Kreolské jazyky na bázi francouzštiny
Kreolské jazyky na bázi francouzštiny jsou kreolské jazyky odvozené z francouzštiny. Ve většině případech má v těchto jazycích převahu slovník a gramatika z francouzštiny. Většinou vznikaly na území francouzských kolonií.

## Seznam a dělení kreolských jazyků na bázi francouzštiny

### Americké
- Haitská kreolština, používá se na Haiti. Je to nejrozšířenější kreolský jazyk na bázi francouzštiny na světě, mluví jí asi 12 milionů lidí. Byla ovlivněna také jazyky Afriky, indiánskými jazyky, španělštinou a angličtinou.
- Louisianská kreolština, mluví se jí hlavně v Louisianě v USA.
- Antilská kreolština, používá na několika ostrovech Malých Antil. Jedná se především o Guadeloupe, Dominiku, Martinik, Svatou Lucii a okolní menší ostrovy. Dělí se na tyto jazyky:
  - Guadeloupská kreolština na Guadeloupe
  - Dominická kreolština na Dominice
  - Martinická kreolština na Martiniku
  - Svato-lucijská kreolština na Svaté Lucii
  - Grenadská kreolština na Grenadě
- Guaynština, velmi blízká antilské kreolštině. Používá se hlavně na Francouzské Guyaně, mluví se jí také v Guyaně a Surinamu.
- Karipúna, používá se v Brazílii, hlavně ve státě Amapá.
  - Lanc-patuá, mnohem častěji používaná varianta karipúny.

### Indooceánské
Někdy se jim též říká bourbonská francouzština.
- Mauricijská kreolština, mluví se jí na Mauriciu
- Agalegská kreolština, používá se na Agalegských ostrovech, které patří k Mauricijské republice
- Čagoská kreolština, jazyk bývalého obyvatelstva Čagoských ostrovů (Čagosanů), dnes žijí hlavně na Mauriciu a Seychelách.
- Réunionská kreolština, používá se na Réunionu
- Rodriguánská kreolština, používá se na souostroví Rodrigues
- Seychelská kreolština, používá se na Seychelách

### Pacifické
- Tayo, používá se na Nové Kaledonii

### Africké
- Camfranglais, je možné že jde o pidžin nebo smíšený jazyk (mix kamerunské francouzštiny, kamerunské angličtiny a kamerunského pidžinu vycházejícího z angličtiny), používá se v Kamerunu.

## Pidžiny a smíšené jazyky
Z francouzštiny se též vyvinuly pidžiny nebo smíšené jazyky. Jedná se o tyto jazyky:
- Français Tirailleur (též Petit nègre), používali ho vojáci ve francouzské Západní Africe
- Petit Mauresque (Sabir) vymřelý obchodnický jazyk vycházející z mnoha románských jazyků, včetně staré francouzštiny. Používal se v oblastech u Středozemního moře.
- Chiac, vernakulární jazyk používaný v Kanadě v provincii Québec.
- Tây Bồi, pidžin používaný služebníky ve Vietnamu.
- Michif, používaný v Kanadě, vznikl smísením francouzštiny a kríjštiny.